# Bo Ax:son Johnson
Bo Ax:son Johnson, född 3 oktober 1917 i Stockholm, död 1997, var en svensk företagsledare.
Johnson var verkställande direktör för AB Nynäs Petroleum från 1952. Han var konsul för Thailand från 1958. 1991 promoverades han till hedersdoktor vid Kungliga Tekniska högskolan.
Bo Ax:son Johnson var son till redaren och generalkonsuln Axel Ax:son Johnson och Margaret Ortwin samt bror till bergsingenjören Axel Ax:son Johnson. Han hade flera barn i sina två äktenskap, bland andra Frances Broman, Estelle Ax:son Johnson och Viveca Ax:son Johnson.